# لوران دایگنو
لوران دایگنو (انگلیسی: Laurent Daignault؛ زادهٔ ۳۰ اکتبر ۱۹۶۸ ‏(۵۶ سال)) اسکیت‌باز سرعت اهل کانادا است.